# Papużka żółtobrzucha
Papużka żółtobrzucha (Pezoporus occidentalis) – gatunek średniej wielkości ptaka z rodziny papug wschodnich (Psittaculidae). Występuje endemicznie w Australii, zasięg i biologia gatunku słabo poznane. Krytycznie zagrożony wyginięciem.

## Taksonomia
Po raz pierwszy gatunek opisał John Gould w 1861 na łamach „Proceedings of the Zoological Society of London”. Holotyp pochodził z Australii Zachodniej. Autor zaznaczył, że papużka żółtobrzucha przypomina mu papużkę ziemną (Pezoporus wallicus), ale zaproponował nowy rodzaj dla nowo opisanego gatunku: Geopsittacus. Obecnie (2020) Międzynarodowy Komitet Ornitologiczny umieszcza papużkę żółtobrzuchą w rodzaju Pezoporus. Uznaje ją za gatunek monotypowy.
Epitet gatunkowy occidentalis oznacza z łaciny „zachodni”. W języku angielskim papużka żółtobrzucha nazywa się Night Parrot.

## Morfologia
Długość ciała wynosi około 23–25 cm. Według Goulda dziób mierzy około 13 mm, skrzydło 140 mm, ogon 127 mm, a skok 22 mm. Ogólna kolorystyka przypomina kakapo. Cały wierzch ciała jest trawiastozielony, każde pióro ozdobione jest nieregularnymi paskami: czarnym i żółtozielonym. Pióra na ciemieniu i karku mają po jednym, czarnym pasku. Gardło i pierś żółtawozielone, kolor na brzuchu przechodzi w siarkową żółć. Skrzydła nie odznaczają się znacząco w konturze ptaka. Lotki I i II rzędu brązowe, wąsko zielono obrzeżone na chorągiewkach zewnętrznych, z wyjątkiem pierwszych trzech. Ponadto każda z lotek ma u nasady żółtą plamkę, która staje się tym większa, im bliżej ciała leży dane pióro. Dwie środkowe sterówki ciemnobrązowe, z żółtozielonym wcięciem na każdej z chorągiewek. Kolejna para podobna, ale z większymi i jaskrawszymi barwnymi plamami. Pozostałe sterówki mają barwę ciemnobrązową, są żółto paskowane. Pokrywy podogonowe siarkowożółte. Dziób o barwie rogu, nogi różowawe.

## Zasięg występowania
Papużki żółtobrzuche zamieszkują zachodnią i centralną Australię; prawdopodobnie w XIX wieku były szeroko rozprzestrzenione. Po okresie, w którym gatunek uznawano za wymarły, znaleziono dwa truchła w północno-zachodnim Queenslandzie – w 1990 w Boulia i w 2006 w Diamantina National Park. W 2005 doniesiono o trzech osobnikach w regionie Pilbara (Australia Zachodnia). W drugiej połowie października 2016 doniesiono o odkryciu żyjącej (i wówczas najliczniejszej) kolonii w Diamantina National Park. Sprawę poruszyły media, o odkryciu napisano między innymi na stronie czasopisma „Australian Geographic”, w ABC News i „The Guardian”. Prawdopodobnie papużki żółtobrzuche występują na całym swym dawnym zasięgu, jednak w mniejszej liczebności niż dawniej.

## Ekologia i zachowanie
Dawne doniesienia pochodzą z obszarów pustynnych i półpustynnych. Ptaki obserwowano głównie na obszarach porośniętych trawami z rodzaju Triodia albo przedstawicielami Chenopodioideae (podrodzina szarłatowatych). Okaz z 1990 znajdował się w okolicy porośniętej trawami Astrebla i przedstawicielami Chenopodioideae, a okaz z 2006 w zakrzewieniu Acacia cambagei, Eremophila latrobei i Senna artemisioides var. helmsii. Pewien osobnik, któremu przyczepiono nadajnik (bateria mogła wytrzymać 21 dni) celem monitorowania jego wędrówek po terenie, dziennie przebywał do 8 km celem szukania pożywienia. Papużki żółtobrzuche prowadzą nocny tryb życia (do którego nawiązuje ich angielska nazwa: Night Parrot), jednak kilku obserwacji dokonano za dnia – głównie wypłoszonych ptaków. Dwa znane gniazda (stan z 2011) znajdowały się na końcu tunelu w gęstej roślinności i zawierały od 3 do 6 jaj lub młodych. Gniazdo to platforma z gałęzi.

## Status
IUCN uznaje papużkę żółtobrzuchą za gatunek krytycznie zagrożony (CR – Critically Endangered) od 2022. Wcześniej, od 2012 była jako gatunek zagrożony wyginięciem (EN, Endangered), a w latach 1994–2012 jako krytycznie zagrożony (CR, Critically Endangered). Trend liczebności populacji uznaje się za spadkowy. Pierwsze zdjęcia żywych papużek żółtobrzuchych wykonał John Young w 2013, na zachód od Longreach – była to pierwsza potwierdzona obserwacja tych ptaków od 1912. Po latach 80. XIX wieku nastąpił gwałtowny spadek liczebności.  Jedno z wczesnych doniesień, dotyczące okolic Innamincka i Alice Springs, łączy pojawienie się zdziczałych kotów z ubywaniem papużek. Z 1892 pochodzi informacja, wedle której wiele [papużek] zostało przyniesionych przez koty do Alice Springs Telegraph Station. Współczesne możliwe zagrożenia dla gatunku to m.in. drapieżnictwo ze strony kotów i lisów rudych (Vulpes vulpes), choroby, konkurencja o pokarm, niszczenie środowiska przyrodniczego w okolicach źródeł wody i wykorzystywanie źródeł wody przez zdziczałe dromadery (Camelus dromedarius). Gatunek został wymieniony w Załączniku I konwencji CITES.